# Síndrome sticky-shed

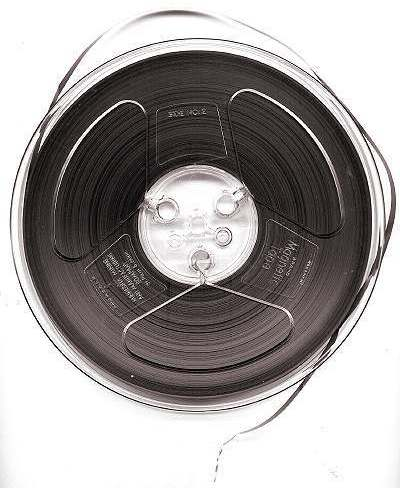
Carretel de fita magnética de áudio.

Síndrome sticky-shed é uma condição criada pela deterioração da liga de uma fita magnética, que segura a camada de óxido de ferro magnetizável em seu suporte plástico. Tal deterioração torna a fita inusável. Alguns tipos de ligas são conhecidos por decair ao longo do tempo devido à absorção de umidade (hidrólise).
Os sintomas de tal decaimento são imediatamente óbvios até mesmo ao rebobinar a fita: barulhos de rasgo e comportamento lerdo. Se uma fita com síndome sticky-shed é tocada, os carreteis fazem guinchos e chiados, e a fita vai largar partículas arenosas e ferruginosas nas guias e cabeçotes.

## Causa
Alguns tipos de fita podem se deteriorar por causa do decaimento da liga (a cola) que segura as partículas óxidas na fita, caso a fita tenha sido de algum fabricante que inadvertidamente usou uma formulação instável de liga. Tal liga continha poliuretano, que encharca-se com água e causa a ascensão do uretano à superfície da fita. Este problema tornou-se conhecido como 'síndrome sticky-shed'. Mechas curtas de uretano eram mais comumente usadas em fitas - até que descobriu-se que mechas médias são melhores, e boas em absorver umidade.
Assar a fita temporariamente a restaura, por afastar as moléculas de água da cola, de formas que o conteúdo possa ser copiado para outra fita, ou mesmo um formato diferente. Depois de assar, a fita usualmente mantêm-se boa por aproximadamente um mês. Se a fita re-deteriorar-se, é possível assá-la outra vez.